# Mel Lewis
Mel Lewis (geboren als Melvin Sokoloff) (Buffalo, New York, 10 mei 1929 – New York, 2 februari 1990) was een Amerikaans jazzdrummer. Hij werd vooral bekend door de band die hij jarenlang samen met Thad Jones leidde. Hij verwierf zich een plaats onder de bekendste jazzdrummers vanwege zijn gevoel voor swing, timing en zijn muzikaliteit.

## Levensloop
Lewis was de zoon van Russische immigranten. Zijn vader was drumleraar en bracht hem de eerste beginselen bij. Verder leerde hij tijdens zijn jeugd de tenorhoorn bespelen. Hij trad voor het eerst op in Buffalo, toen hij 13 jaar oud was. Daarna trad hij veel op met gelegenheidsorkesten op bruiloften en partijen. Van 1946 tot 1948 trad hij op met Lenny Lewis en in 1948 met Boyd Raeburn. Daarna speelde hij bij Alvino Rey, Ray Anthony en Tex Beneke. Van 1954 tot 1956 speelde hij met Stan Kenton, waarmee hij in 1956 ook zijn eerste Europese tournee maakte. In 1957 werd hij studiomuzikant en werkte onder meer voor Gerald Wilson. In 1961 ging hij met Dizzy Gillespie naar Europa en in 1962 toerde hij met de band van Benny Goodman in Rusland.
Vanaf 1963 woonde hij in New York, waar hij vanaf 1966 samen met Thad Jones een bigband leidde. Oorspronkelijk was het idee om met deze band slechts een paar concerten per jaar te doen, maar de Thad Jones/Mel Lewis Big Band had onverwacht veel succes en zou daarna nog tien jaar lang optreden. Van de band maakten onder meer Bob Brookmeyer, Hank Jones, Richard Davis, Snooky Young en Jerome Richardson deel uit. 
In 1976 bracht hij een lp uit getiteld Mel Lewis and Friends waarop hij speelde met een sextet, iets dat hem meer vrijheid gaf en ook meer improvisatie toeliet. Nadat Thad in 1978 naar Denemarken was verhuisd, werd deze band de “Mel Lewis and The Jazz Orchestra”. Mel Lewis bleef met dit orkest optreden, bijna elke maandag, in the Village Vanguard in New York, tot vlak voor zijn dood. De band treedt daar nu nog steeds op als The Vanguard Jazz Orchestra en heeft verscheidene cd´s opgenomen. 
Mel Lewis was herkenbaar aan de manier waarop hij zijn bekkens bespeelde. Hij was een purist die zijn materiaal zeer zorgvuldig uitkoos. Zo gebruikte hij speciale handgemaakte Turkse cimbalen en bespande hij zijn trommels met kalfsleren drumvellen in plaats van met plastic.
Mel Lewis stierf aan kanker op 2 februari 1990.

## Discografie (selectie)
- Mel Lewis Sextet, Mode Records, 1957
- Suite for Pops, Horizon, 1975
- Naturally (Mel Lewis Jazz Orchestra), Telarc, 1979
- Mellifuous, Landmark, 1981
- Soft Lights and Hot Music (Mel Lewis Jazz Orchestra), Musicmasters, 1988
- Mel Lewis and Friends, A & M , 1989

- Bibsys: 1006767
- Biblioteca Nacional de España: XX1592847
- Bibliothèque nationale de France: cb13896629n (data)
- CiNii: DA16569268
- Gemeinsame Normdatei: 134444426
- International Standard Name Identifier: 0000 0001 0292 9604
- Library of Congress Control Number: n85369907
- MusicBrainz: e5a7e88a-9c16-4a6b-829b-7ed30929ab44
- National Archives and Records Administration: 10568177
- Nationale Bibliotheek van Tsjechië: js20051031012
- Nationale bibliotheek van Australië: 35920888
- Nederlandse Thesaurus van Auteursnamen: 072463619
- Réseau des bibliothèques de Suisse occidentale: 02-A003518175
- Istituto Centrale per il Catalogo Unico: URBV028257
- LIBRIS: 247444
- SNAC: w6w67h18
- Système universitaire de documentation: 156835851
- Trove: 1146338
- Virtual International Authority File: 61732394
- WorldCat: E39PBJyh7XrxdRB4MXb6VCMXVC